# Tyresö Trollbäcken IBK
Tyresö Trollbäcken IBK - (Herrar A) är en svensk innebandyklubb som bildades då klubbarna Tyresö IBK och BK Trollbäcken slogs ihop år 2004. Säsongen 2009/2010 spelade TTIBK sin första säsong i Svenska Superligan, men åkte ur efter att ha kommit sist i kvalserien. TTIBK:s herrlag gick åter upp i Svenska Superligan inför säsongen 2011/2012. Klubben kommer från Tyresö och spelar sina hemmamatcher i nya Tyresöhallen. Herrlaget ramlade ur Superligan 2013 och ligger just nu på kvalplats i Norra Allsvenskan.

## Truppen 2014/2015

### Målvakter
- #90. Andreas Beckius
- #93. Fredrik Norrman

### Backar
- #2. Felix Strandljung
- #4. Ola Jonsson
- #7. Christoffer Lindberg
- #33. Viktor Thorslund
- #41. André Parnéus
- #95. Niklas Ramirez Lindberg

### Centrar
- #10. Nick Ahlholm
- #21. Oliver Forsberg
- #22. Martin Rustas (C)
- #43. Daniel Palm Gonzalez

### Forwards
- #13. Linus Näsman
- #17. Oliver Borgqvist
- #23. Victor Österberg
- #26. Carl Andersson
- #40. Sam Jonsson
- #68. Lukas Johansson
- #87. Adam Sundberg
- #99. Tommy Bolin

### Ledarstab
- Headcoach - Josef Rosengren
- Headcoach - Joakim Borgqvist
- Assisterande tränare - Per Björk
- Lagledare/Material - Peter Thörnberg
- Team Manager - Mikael Johansson
- Sjukvårdare - Jonas S.
- Sportchef - Håkan Eklund
- Säkerhetsansvarig - Christer Andersson
- JOS - Junior och Elitsektionen
  - Ordförande JOS - Joakim Hägglund
  - Sekreterare JOS - Håkan Eklund
  - Ledamot JOS- Richard Hagås
  - Rådgivare JOS- David Roos

### Truppen 2013/2014

#### Målvakter
- #90. Benjamin Löfdahl
- #93. Fredrik Norrman

#### Backar
- #4. Ola Jonsson
- #7. Christoffer Lindberg
- #33. Viktor Thorslund
- #41. André Parnéus
- #87. Fredrik Cederborg
- #95. Niklas Ramirez Lundberg

#### Centrar
- #22. Martin Rustas (C)
- #26. Ola Westberg
- #41. André Parnéus
- #88. Robin Ullström

#### Forwards
- #13. Linus Näsman
- #17. Fredric Gustavsson
- #21. Oliver Forsberg
- #23. Victor Österberg
- #42. Einar Ahrreman
- #43. Daniel Palm Gonzalez
- #68. Lukas Johansson
- #91. Kevin Hässler
- #97. Sebastian Johansson
- #99. Tommy Bolin

#### Ledarstab
- Headcoach - Krono Zovko
- Assisterande tränare - Alexander Vestman
- Assisterande tränare - Per Björk
- Lagledare/Material - Anders Almgren
- Team Manager - Mikael Johansson
- Sjukvårdare - Tobias Elgebrandt
- Sportchef - Håkan Eklund
- Fystränare - Per Björk
- Säkerhetsansvarig - Christer Andersson
- Ordförande Elistyrelse - Joakim Hägglund
- Ledamot Elistyrelse - Richard Hagås
- Ledamot Elistyrelse - Carl Sellebråten
- Ledamot Elistyrelse - David Roos

### Truppen 2012/2013

#### Målvakter
- #1. Benjamin Löfdahl
- #32. Niklas Lodén

#### Backar
- #4. Ola Jonsson
- #9. Jonas Dahmén
- #19. Jonas Wiberg
- #33. Viktor Thorslund
- #41. André Parnéus
- #92. Daniel Ed

#### Centrar
- #22. Martin Rustas
- #26. Ola Westberg
- #87. Fredrik Cederborg
- #88. Robin Ullström

#### Forwards
- #11. Simon Jirebeck
- #17. Fredric Gustavsson
- #20. Victor Ferraresi
- #42. Einar Ahrreman
- #43. Daniel Palm Gonzalez
- #68. Lukas Johansson
- #71. Fredric Gustafsson, d.ä.
- #90. Sebastian Gafvelin
- #91. Oscar Janthe
- #93. Philip Skalin Olsson
- #99. Tommy Bolin

#### Ledarstab
- Headcoach - Krono Zovko
- Assisterande tränare - Linus Näsman
- Assisterande tränare - Per Björk
- Lagledare/Material - Patrick Carlsson
- Team Manager - Richard Hagås
- Sjukvårdare - Anette Andersson
- Sportchef - Håkan Eklund
- Fystränare - Erik Sander
- Ordförande Elistyrelse - Davis Roos
- Ledamot Elistyrelse - Joakim Hägglund
- Säkerhetsansvarig - Christer Andersson

### Truppen 2011/2012

#### Målvakter
- Benjamin Löfdahl
- Niklas Lodén

#### Backar
- Ola Jonsson
- Per Björk
- Viktor Thorslund
- Andre Parneus
- Jonas Dahmén
- Jonas Wiberg
- Hampus Nordenström

#### Centrar/Forwards
- Linus Näsman
- Fredrik Gustavsson (d.y)
- Martin Rustas
- Fredrik Cederborg
- Victor Ferraresi
- Kevin Björkström
- Robin Ullström
- Stefan Längberg
- Fredric Gustafsson (d.ä)
- Daniel Gonzales Palm
- Lars Lindelöf
- Johan Enström
- Philip Skalin-Olsson

#### Ledarstab
- Coach - Krono Zovko
- Team Leader - Richard Hagås
- Lagledare/Material - Patrick Carlsson
- Material - Anders Almgren
- Sjukvård - Anette Andersson
- Fystränare - Erik Sander
- Sportchef - Håkan Eklund